# Capitoniscus cumacei
Capitoniscus cumacei är en kräftdjursart som beskrevs av Roland Bourdon 1972. Capitoniscus cumacei ingår i släktet Capitoniscus, ordningen gråsuggor och tånglöss, klassen storkräftor, fylumet leddjur och riket djur.
Artens utbredningsområde är havet utanför Sydafrika. Inga underarter finns listade i Catalogue of Life.